# H. Glenn Penny
H. Glenn Penny (geboren 1. Oktober 1964 in Stuttgart) ist ein amerikanischer Historiker. Er ist Professor und Henry J. Bruman Chair für deutsche Geschichte an der University of California, Los Angeles (UCLA). Sein Spezialgebiet sind die Beziehungen zwischen Deutschland und nicht-europäischen Kulturen.

## Leben
H. Glenn Penny studierte an der University of Colorado at Boulder (1987 B. A., 1991 M. A.). 1999 wurde er am Department of History an der University of Illinois at Urbana-Champaign promoviert.
Im Anschluss war er für ein Jahr James Bryant Conant Fellow am Center for European Studies an der Harvard University. Ab 2000 war er als Assistant Professor für Geschichtswissenschaft tätig, zunächst bis 2003 an der University of Missouri in Kansas City und dann bis 2006 an der University of Iowa. Dem schloss sich bis 2014 zunächst eine Tätigkeit als Associate Professor an der gleichen Universität an, gefolgt von einer Stelle als Professor bis 2022. Seit 2022 ist er Professor und Henry J. Bruman Chair für deutsche Geschichte an der University of California, Los Angeles.

## Im Schatten Humboldts
2019 veröffentlichte H. Glenn Penny eine Geschichte der deutschen Ethnologie unter dem Titel Im Schatten Humboldts (2021 auf Englisch als In Humboldt’s Shadow). Darin schildert er, wie die ungewöhnlich großen ethnologischen Sammlungen in deutschen Museen, insbesondere im Ethnologischen Museum in Berlin, entstanden sind. Entscheidend sei der „Vater der deutschen Ethnologie“ Adolf Bastian gewesen, der von einer einheitlichen Menschheit ausging. Von Natur aus seien alle Menschen gleich ausgestattet, die verschiedenen Kulturen seien nur Ausformungen bestimmter Lebensräume. Die Gemeinsamkeiten und Variationen der Kulturen gelte es zu finden, um eine Gesamtgeschichte der Menschheit schreiben zu können. Penny beschreibt, wie Bastians Ideen die Entwicklung der deutschen ethnologischen Museen prägten, aber auch immer wieder scheiterten. Penny spricht sich gegen das Konzept der Schausammlung in ethnologischen Museen und für eine finanzielle Förderung zur intensiveren Forschung und zu Arbeitsbeziehungen mit indigenen Gruppen aus.
Günther Wessel attestierte Penny im Deutschlandfunk eine lebendig formulierte, spannende Geschichte der Sammelwut deutscher Ethnologen verfasst zu haben. Er stimmt Penny zu, der das Humboldt-Forum schon jetzt als zu klein und als eine weitere „Schausammlung mit Espressobar“ kritisiert. Allerdings drücke sich Penny um die schwierige Frage der Restitution herum. Auch die Historikerin Anna Valeska Strugalla bescheinigte in H-Soz-Kult dem Autor sein erzählerisches Können, das er in seiner Geschichte unter Beweis gestellt hätte. Die deskriptiven Passagen seien spannend geschrieben, der Zugriff über Objektbiographien und wichtige Akteure ließen die Inhalte greifbar werden. Der Ethnologe Karl-Heinz Kohl lobte in der Frankfurter Allgemeinen Zeitung Pennys Abhandlung, die zwar durchaus kritisch sei, aber dennoch viele der historisch nicht haltbaren Urteile korrigiere, die in der jüngsten Debatte vorgebracht worden seien. Sei sei zu einer „Ehrenrettung der Leistungen der deutschen Völkerkunde“ geraten.
Ingo Barlovic kritisiert auf der Website About Africa Pennys Ethnologie-Geschichte jedoch als „Wohlfühlbuch“ für den Liebhaber traditioneller außereuropäische Kunst in den deutschen Museen, dem es ein ruhiges Gewissen verschaffe, dass die Sammlungen nicht zur Unterstützung kolonialer oder rassistischer gesellschaftlicher Entwicklungen aufgebaut wurden. Penny wische zu sehr über koloniale und NS-Verstrickungen der deutschen Ethnologen hinweg.
Der Ethnologe Ulrich van Loyen hebt in der Süddeutschen Zeitung den historischen Ansatz des Buches hervor. Penny bleibe den Protagonisten seiner Geschichte nah. Dies sieht er als Problem, denn dadurch hätte er versäumt, nachzuvollziehen, wie die Überzeugung, dem Weltgeist zur Hand zu gehen, indem man die Zeugnisse der verstreuten „Elementargedanken“ (so Bastians Vorstellung) rettet, in die Gründung von riesigen Archiven übergeht. Der Autor verenge die Geschichte der deutschen Ethnologie zudem auf die Sammlungs- und Museumsgeschichte, auf das Motiv vom „verlorenen und wiedergefundenen Schatz“. Dadurch hätte Penny Gestalten wie Heymann Steinthal und Moritz Lazarus mit ihrer „Völkerpsychologie“ und Leo Frobenius mit seiner „Kulturmorphologie“ ausgeblendet. Ambivalenzen von Bastian und seinen Nachfolgern bekämen dadurch im Buch keinen Raum.
Sabine Seifert in der Tageszeitung lobt Pennys Geschichte als vergnüglich, bedauert aber seine Beschränkung auf das Museumsmodell und fragt, wie der von Penny propagierte Wissensaustausch zwischen Indigenen und Ethnologien auf Augenhöhe konkret stattfinden solle. Auch der Historiker Andreas Eckert bezweifelt in der Zeit, dass der Ansatz machbar wäre und sieht die bestehenden Einrichtungen damit überfordert. Anna Valeska Strugalla fasste die Kritik zusammen mit: „Welchen Platz und welche Funktion dieser Wissensspeicher in einer postmigrantischen Gesellschaft einnehmen kann, wie Urhebergesellschaften der Zugang zu den Artefakten ermöglicht werden – und wie mit den (post)kolonialen Unrechtsstrukturen, die Teilen dieser Sammlungen weiterhin inhärent sind, umgegangen werden soll, bleibt unklar.“

## Veröffentlichungen
- Cosmopolitan visions and municipal displays museums, markets, and the ethnographic project in Germany, 1868–1914. UMI, Ann Arbor, MI 2000 (zugleich Dissertation).
- Objects of culture. Ethnology and ethnographic museums in Imperial Germany. University of North Carolina Press, Chapel Hill 2002, ISBN 0-8078-6219-3.
- Kindred by choice. Germans and American Indians since 1800. University of North Carolina Press, Chapel Hill 2013, ISBN 978-1-4696-1264-5.
- Im Schatten Humboldts. Eine tragische Geschichte der deutschen Ethnologie. C. H. Beck, München 2019, ISBN 978-3-406-74129-6.
- German History Unbound. From 1750 to the Present. Cambridge University Press, Cambridge 2022, ISBN 978-1-316-51041-4, doi:10.1017/9781108226943.

## Auszeichnungen
- 2011 Visiting Fellow, Ibero-Amerikanisches Institut, Berlin[1]
- 2012–2014 Alexander von Humboldt Senior Research Fellowship[1]
- 2015 Distinguished Achievement in Arts and Humanities Research, Office of the Vice President for Research and Economic Development[1]
- 2015 Deutscher Akademischer Austauschdienst (DAAD) Buchpreis[1]
- 2017–2018 Senior Fellow am Wissenschaftskolleg zu Berlin[1]
- 2021–2022 John Simon Guggenheim Fellow[1]